# Afternoons in Utopia
Afternoons in Utopia (en castellano - Tardes en utopía) es el segundo álbum de estudio de la banda new wave y synth pop alemana Alphaville, publicado el 5 de junio de 1986 por Warner Music. El álbum fue grabado entre septiembre de 1985 y mayo de 1986, empleando no menos de 27 músicos y cantantes invitados para grabar las canciones. Se han vendido alrededor de 500 000 copias del disco.

## Lista de canciones
Todas las canciones escritas y compuestas por Marian Gold, Bernhard Lloyd and Ricky Echolette, except as noted. 
| N.º | Título                 | Duración |  |
| 1.  | «IAO»                  | 0:42     |  |
| 2.  | «Fantastic Dream»      | 3:56     |  |
| 3.  | «Jerusalem»            | 4:09     |  |
| 4.  | «Dance With Me»        | 3:59     |  |
| 5.  | «Afternoons in Utopia» | 3:08     |  |
| 6.  | «Sensations»           | 4:24     |  |
| 7.  | «20th Century»         | 1:25     |  |
| 8.  | «The Voyager»          | 4:37     |  |
| 9.  | «Carol Masters»        | 4:32     |  |
| 10. | «Universal Daddy»      | 3:57     |  |
| 11. | «Lassie Come Home»     | 6:59     |  |
| 12. | «Red Rose»             | 4:05     |  |
| 13. | «Lady Bright»          | 0:43     |  |

## Listas de éxitos
| Lista (1986)   | Posición |
| -------------- | -------- |
| Alemania       | 13       |
| Italia         | 41       |
| Noruega        | 8        |
| Suecia         | 7        |
| Suiza          | 12       |
| Estados Unidos | 174      |

## Créditos
Afternoons in Utopia fue compuesto por Marian Gold, Bernhard Lloyd y Ricky Echolette.